# Олександр (Немоловський)
Митрополит Олександр (в миру Олекса́ндр Олексі́йович Немоло́вський; * 30 серпня (11 вересня) 1876, село Гульськ, Волинська губернія — † 11 квітня 1960, Брюссель, Бельгія) — митрополит (від 1959), громадський і церковний діяч.

## Біографія
Народився у селі Гульськ на Волині в родині священика.
У 1901 році закінчив Санкт-Петербурзьку духовну академію зі ступенем кандидата богослов'я. В тому ж році з обітницею целібату ректором СПбДА єпископом Ямбурзьким Сергієм рукоположений на ієрея і направлений для служіння в США у Катасакво-Філадельфійский прихід.
З 1905 по 1909 рік був ієреєм у Редінгу (штат Пенсільванія) і Джерсі-Сіті (штат Нью-Йорк). Був редактором україномовної газети «Світло», брав дієву участь у публічних диспутах про віру з греко-католиками. На початку 1909 року зведений у сан протоієрея.
6 листопада 1909 прийняв чернечий постриг. З 8 листопада — архімандрит. А 15 листопада митрополитом Санкт-Петербурзьким і Ладозьким Антонієм рукоположений на єпископа. Архієрейська хіротонія відбувалася у Олександро-Невській лаврі в Санкт-Петербурзі. Був єпископом Аляскинським, вікарієм Американської і Алеутській єпархії (1909—1916), єпископом Канадським (1916—1918), Американським і Алеутським (1918—1921).
З 1920 року входить в, так звану «євлогіанську групу», очолювану митрополитом Євлогієм (Георгієвським), який відмовився приєднуватися до декларації митрополита Сергія про визнання Радянського уряду, відкрито заявляв про гоніння на церкву в СРСР, служив панахиди за жертвами революції.
У 1921 році виїхав з Америки в Константинополь. Служив єпископом в Андріївському скиті на Афоні. Разом з митрополитом Євлогієм був прийнятий в юрисдикцію Константинопольського Патріархату. З 1928 року — настоятель Свято-Миколаївського собору у Брюсселі. 11 грудня 1936 року патріархом Веніаміном рукоположений на архієпископа Брюссельського і Бельгійського.
Під час Другої світової війни, після окупації Бельгії німецькими військами, архієпископ Олександр виступив проти окупантів. 4 листопада 1942 року після літургії був арештований гестапо «за антигітлерівські виступи» і доставлений до Берліна, де утримувався в тюрмі гестапо. Після різкого погіршення стану здоров'я в'язня та завдяки клопотанням митрополита Берлінського і Німецького Серафима (Ляде) Олександр був переданий останньому на поруки та перебував під наглядом у Російському будинку пристарілих в берлінському районі Тегель до захоплення Берліна радянськими військами.
У 1945 році архієпископ Олександр (як і митрополит Євлогій) возз'єднався з Московським патріархатом і був призначений керуючим Берлінської і Бельгійської єпархії. В 1946 році відвідав СРСР — був у Москві і Києві. Свої враженні від поїздки відобразив у статті в «Журналі московського патріархату».
З листопаду 1948 року — архієпископ Брюссельський і Бельгійський. 28 листопада 1959 зведений в сан митрополита.
Помер 11 квітня 1960 року в Брюсселі. Похований на Іксельскому кладовищі міста.